# Карпентер, Лант
Лант Карпентер (англ. Lant Carpenter; 1780, Киддерминстер, — 1840) — унитарианский пастор, отец английского естествоиспытателя Вильяма Бенджамина Карпентера.
Расширил учение унитарианцев; он не считал идолопоклонством признание троичности Божества и отрицал лишь субстанциальность Отца и святого Духа. Написал: «Examination of the charges made against unitarianism» (1820), «Unitarianism, the doctrine of the Gospel» (1809), «Sermons on practical subjects» (1840).
Его здоровье было подорвано неустанным трудом, и в 1839 году он отправился в предписанное ему врачами путешествие. 5 или 6 апреля 1840 года он утонул, будучи смыт волной за борт парохода, на котором плыл из Ливорно в Марсель. Его тело прибило к берегу около двух месяцев спустя рядом с портом Анцио и было похоронено на пляже.